# پارانتروپوس روباستوس
پَرامردم تناور یا پارانتروپوس روباستوس (به انگلیسی: Paranthropus robustus)نخستین بار در سال ۱۹۳۸ میلادی در جنوب آفریقا کشف شد. به دلیل ویژگی‌های خاص این شاخهٔ تناور از جنوبی‌کپی‌آسا‌ها، رابرت بروم سردهٔ پرامردم را معرفی نمود و این گونه را داخل آن طبقه‌بندی کرد. چنین تصور می‌شود که پرامردم تناور از نیاکان مستقیم انسان امروزی بوده باشد.